# 七箇谷村
七箇谷村（しちかたにむら）は、かつて新潟県岩船郡にあった村。

## 沿革
- 1889年（明治22年）4月1日 – 町村制施行に伴い岩船郡上川口村、蔵田島村、久保村、安角村、鮖谷村、大石村、金俣村[2]が合併し、七箇谷村が発足。
- 1901年（明治34年）11月1日 – 岩船郡関村（上関、下関、辰田新、打上、勝蔵、南赤谷、内須川、幾地、山本、鍬江沢、土沢、大島）、九箇谷村（金丸、八ツ口、片貝、聞出、畑、沼、大内淵、下川口、楢木新田）と合併し、関谷村となり消滅。

## 河川
- 大石川、大石ダム
- 荒川